# 哈斯克爾山
66°45′S 64°16′W / 66.750°S 64.267°W
哈斯克爾山（英語：Mount Haskell）是南極洲的柱形山峰，位於南極半島上葛拉漢地的弗因海岸，海拔高度1,480米，處於德努塞山和霍姆斯山之間的卡比納特灣西南岸，在1947年由英國探險隊繪入地圖，現時由南極條約體系管理。
1947年随不列颠南极洲勘测过程中哈斯克爾山首次被画入地图。美国罗恩南极洲研究探险（1947年至1948年）时首次拍摄空照。山的名字是以纽约公共图书馆极地目录学家丹尼尔·哈斯克爾命名的。